# Узкоколейная железная дорога завода «Капролактам»
Узкоколейная железная дорога завода «Капролактам» — Заводская УЖД. Колея 750 мм. В настоящее время разобрана.

## История
Химический завод «Капролактам» находится в городе Дзержинске, Нижегородской области, основным назначением узкоколейки являлась доставка соли от пристани в пос. Дачный в дзержинскую промзону на химический завод «Капролактам». Год открытия в 1939 году, протяжённость главного хода от пристани до завода составляла 5 километров, с учётом всех путей на заводской территории 8 километров. Узкоколейка частично пролегала на охраняемой территории завода, далее проходила по полю, пересекала р. Волосяниха (Синючка) и заезжала на завод «Капролактам». Локомотивное депо находится на территории завода. Узкоколейная железная дорога работала ежедневно в зависимости от того, сколько соли надо доставить на завод, выполняя по 3-4 рейса. С 2013 года начался демонтаж узкоколейки. В данный момент узкоколейка демонтирована из-за закрытия соляного предприятия.

## Подвижной состав
Локомотивы
- Тепловоз ТУ7А — № 3272, № 2892, № 2913, № 2136 и ТУ7 — № 2557
- Тепловоз ТУ8 — № 0393

Вагоны
- Вагон платформа для перевозки соли
- Вагон платформа — танкер (бочка)
- Плужный снегоочиститель